# Campagna austro-ungarica in Bosnia ed Erzegovina nel 1878
La campagna per stabilire il dominio austro-ungarico in Bosnia ed Erzegovina durò dal 29 luglio al 20 ottobre 1878 contro i combattenti della resistenza locale sostenuti dall'Impero ottomano. L'esercito austro-ungarico entrò nel paese in due grandi movimenti: uno da nord in Bosnia e un altro da sud in Erzegovina. Una serie di battaglie ad agosto culminò nella caduta di Sarajevo il 19, dopo una giornata di combattimenti nelle strade. Nella campagna collinare continuò una campagna di guerriglia fino alla caduta dell'ultima roccaforte ribelle dopo la cattura del loro capo.

## Contesto

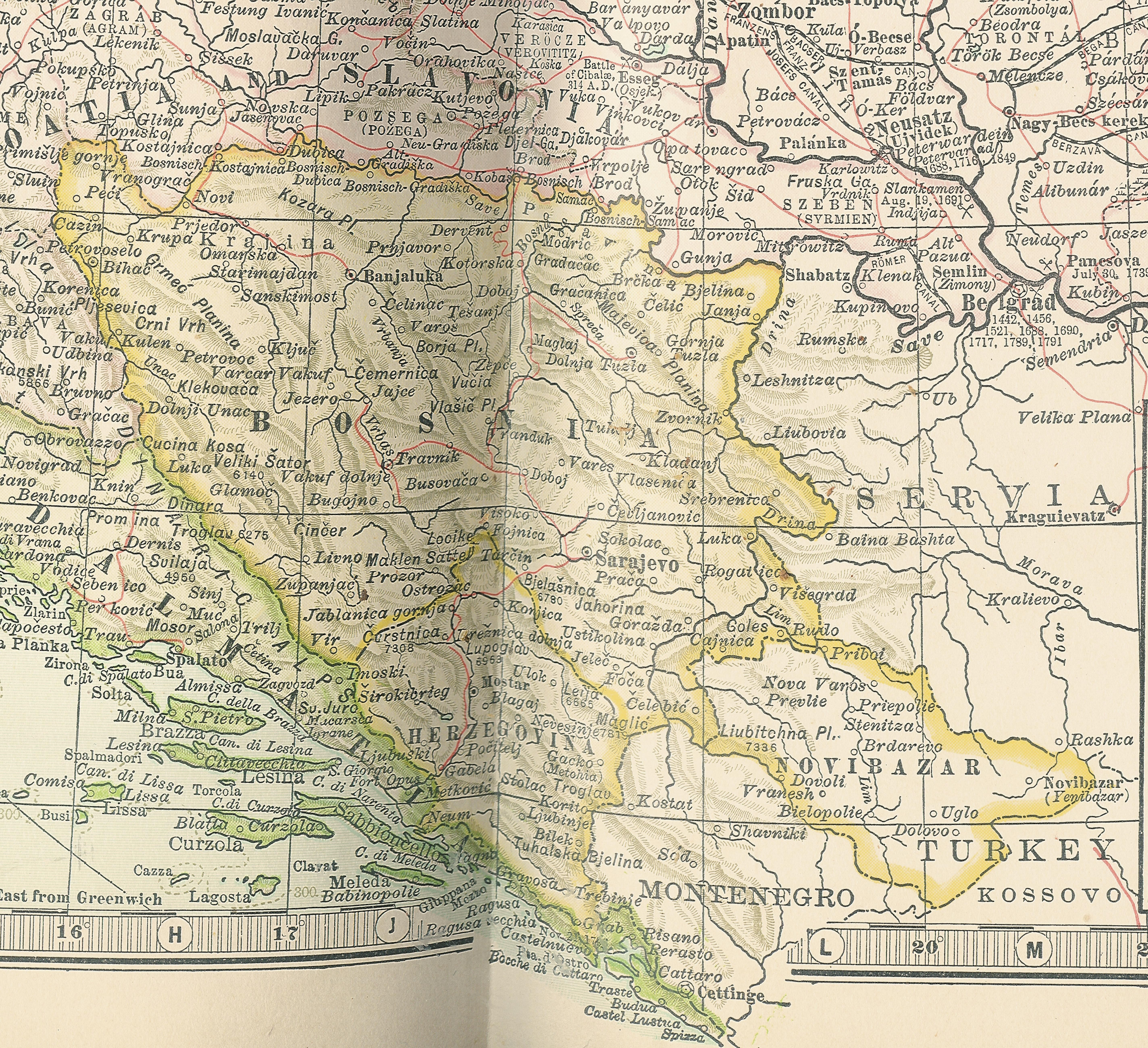
Bosnia, Erzegovina e Novi Pazar su una mappa del 1904

Dopo la guerra russo-turca del 1877-1878, le grandi potenze organizzarono il Congresso di Berlino. Con l'articolo 25 del conseguente Trattato di Berlino (13 luglio 1878), la Bosnia ed Erzegovina rimase sotto la sovranità dell'Impero ottomano, ma all'Impero austro-ungarico venne concessa l'autorità di occupare il vilayet (provincia) di Bosnia a tempo indeterminato, assumendone la difesa militare e l'amministrazione civile. Gli austro-ungarici ricevettero anche il diritto di occupare a tempo indeterminato i posti strategici nel Sangiaccato di Novi Pazar:
Nonostante le proteste ottomane contro l'occupazione di Novi Pazar, il Ministero degli esteri dell'Impero austro-ungarico Gyula Andrássy assicurò segretamente agli ottomani che l'occupazione di Novi Pazar doveva "essere considerata provvisoria". Questa espansione austro-ungarica verso sud a spese dell'Impero ottomano fu progettata per impedire l'estensione dell'influenza russa e l'unione di Serbia e Montenegro.
Gli austro-ungarici non si aspettavano grosse difficoltà nello svolgere la loro campagna militare di occupazione. Sarebbe stata, nelle parole di Andrássy, "una passeggiata con una banda di ottoni" (Spaziergang mit einer Blasmusikkapelle). Questa opinione non teneva conto del fatto che i serbi avevano appena combattuto una guerra per l'indipendenza dall'Impero ottomano, mentre l'Erzegovina si era ribellata. Le resistenze all'occupazione austro-ungarica provenivano principalmente dai serbi ortodossi (43% della popolazione), dai musulmani bosniaci (39%), ma quasi per nulla dai croati cattolici (18%). La popolazione musulmana stava per perdere per lo più sotto un nuovo governo cristiano. Coloro che resistettero erano ritenuti dal governo austro-ungarico come "incivili" (unzivilisiert) e "traditori" (verräterisch).

## Truppe

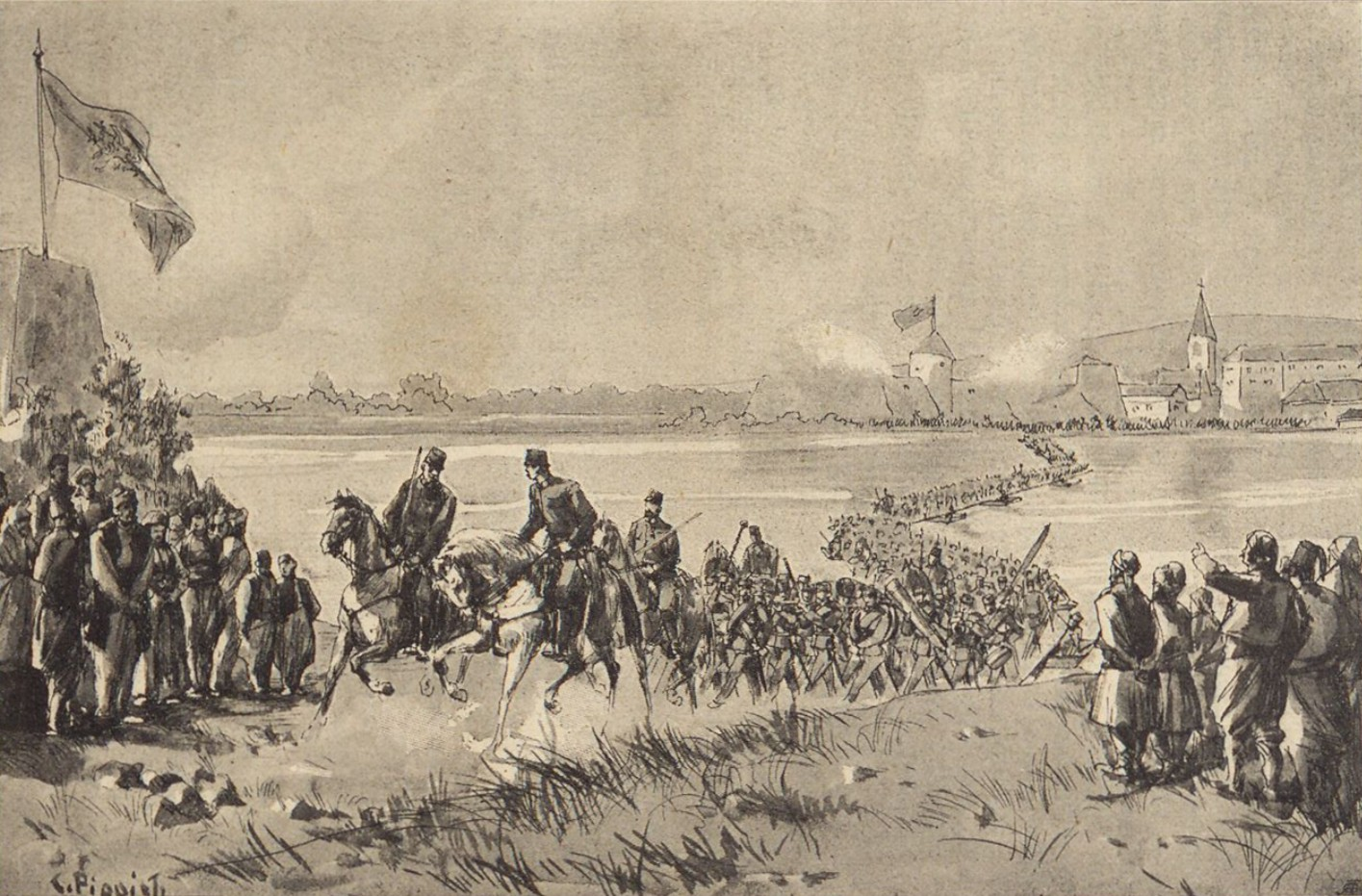
Reggimento di fanteria n. 17 che attraversa la Sava di Karl Pippich (1905)

L'esercito austro-ungarico si impegnò in un grande sforzo di mobilitazione per preparare l'assalto alla Bosnia ed Erzegovina, comandando entro la fine di giugno 1878 una forza di 82 113 truppe, 13 313 cavalli e 112 cannoni nel VI, VII, XX, e XVIII divisioni di fanteria, nonché un esercito di retroguardia nel Regno di Dalmazia. Il principale comandante era Josip Filipović; la XVIII divisione di fanteria in avanti era sotto il comando di Stjepan Jovanović, mentre il comandante dell'esercito di retroguardia in Dalmazia era Gavrilo Rodić. L'occupazione della Bosnia ed Erzegovina iniziò il 29 luglio 1878 e terminò il 20 ottobre.
L'esercito ottomano in Bosnia ed Erzegovina consisteva all'epoca di circa 40 000 soldati con 77 cannoni, che combinati con milizie locali per circa 93 000 uomini. Ci si aspettava una feroce resistenza da parte dei musulmani quando gli austro-ungarici realizzarono che la loro occupazione significava una perdita dello status di privilegiati basato sulla religione dei musulmani bosniaci.

## Occupazione

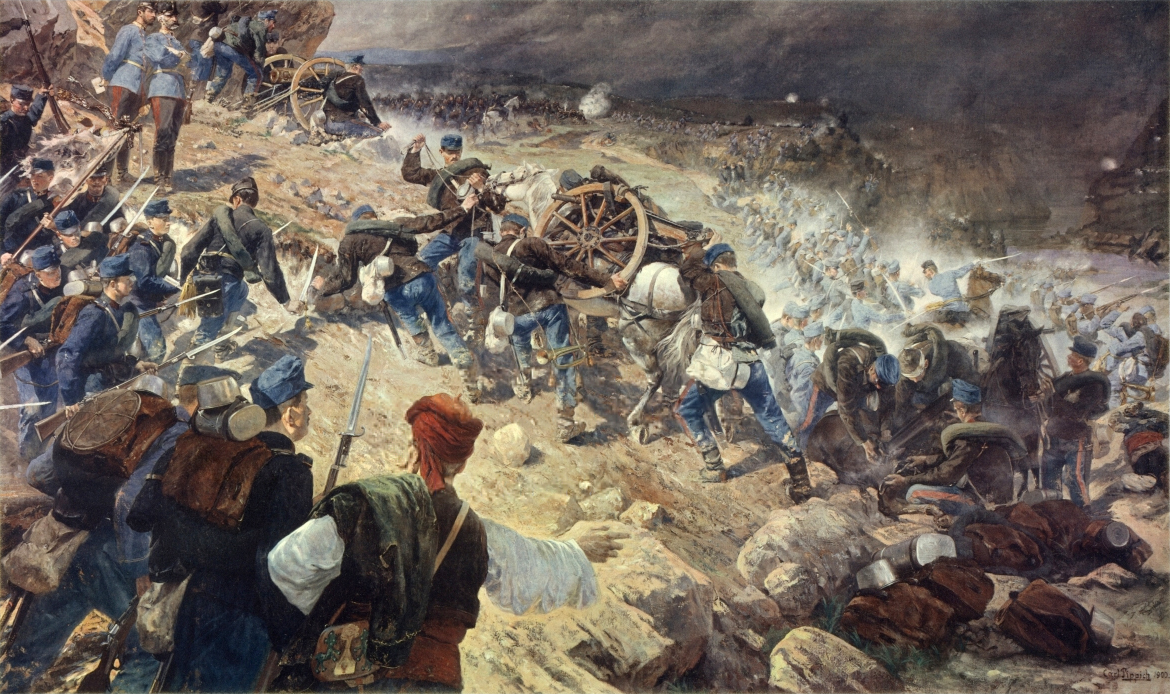
Battaglia di Jajce, dipinto di Karl Pippich

La forza di occupazione originaria, il XIII Corpo sotto il generale Josip Filipović, attraversò il fiume Sava vicino a Brod, Kostajnica e Gradiška. I vari Abteilungen si radunarono a Banja Luka e avanzarono lungo la strada sulla sponda sinistra del fiume Vrbas. Incontrarono la resistenza dei musulmani locali sotto il derviscio Hadži Loja, supportati (quasi apertamente) dalle truppe dell'esercito ottomano in fuga. Il 3 agosto una truppa di ussari cadde in un'imboscata vicino a Maglaj sul fiume Bosna, spingendo Filipović a istituire la legge marziale. Il 7 agosto fu combattuta una battaglia campale vicino a Jajce e la fanteria austro-ungarica perse 600 uomini.
Una seconda forza di occupazione, la 18ª divisione di 9 000 uomini al comando del generale Stjepan Jovanović, avanzò dalla Dalmazia austriaca lungo la Neretva. Il 5 agosto la divisione conquistò Mostar, capoluogo dell'Erzegovina. Il 13 agosto a Ravnice in Erzegovina più di 70 ufficiali e soldati ungheresi furono uccisi in azione. In risposta, l'Impero mobilitò il 3º , 4º e 5º Corpo.

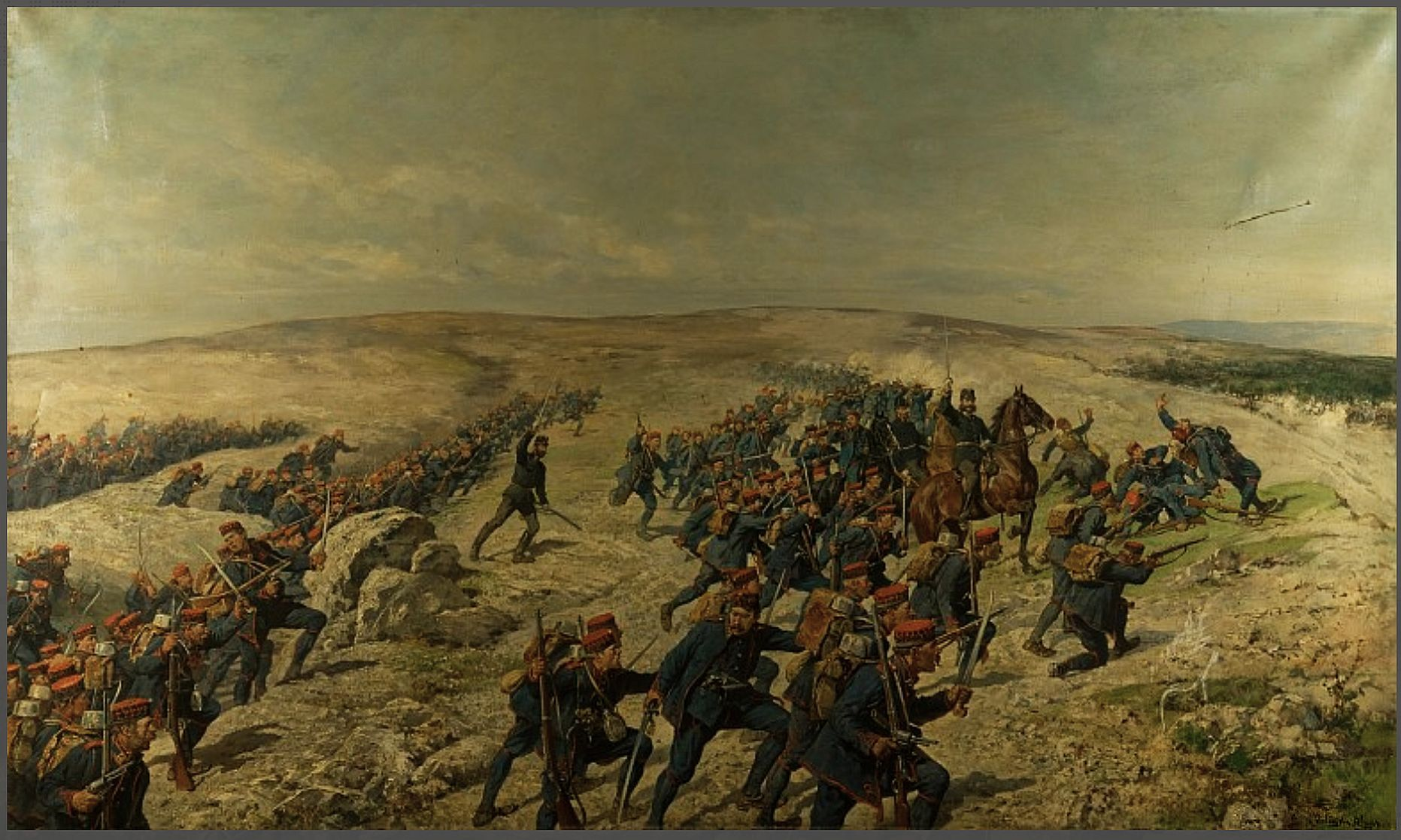
Assalto a Livno (15 agosto 1878) di Julius von Blaas.

Le truppe austro-ungariche incontrarono occasionalmente sul posto una feroce opposizione da parte di elementi di entrambe le popolazioni musulmane e ortodosse, e le battaglie significative si verificarono vicino a Čitluk, Stolac, Livno e Klobuk. Nonostante le battute d'arresto a Maglaj e Tuzla, Sarajevo fu occupata nell'ottobre 1878.

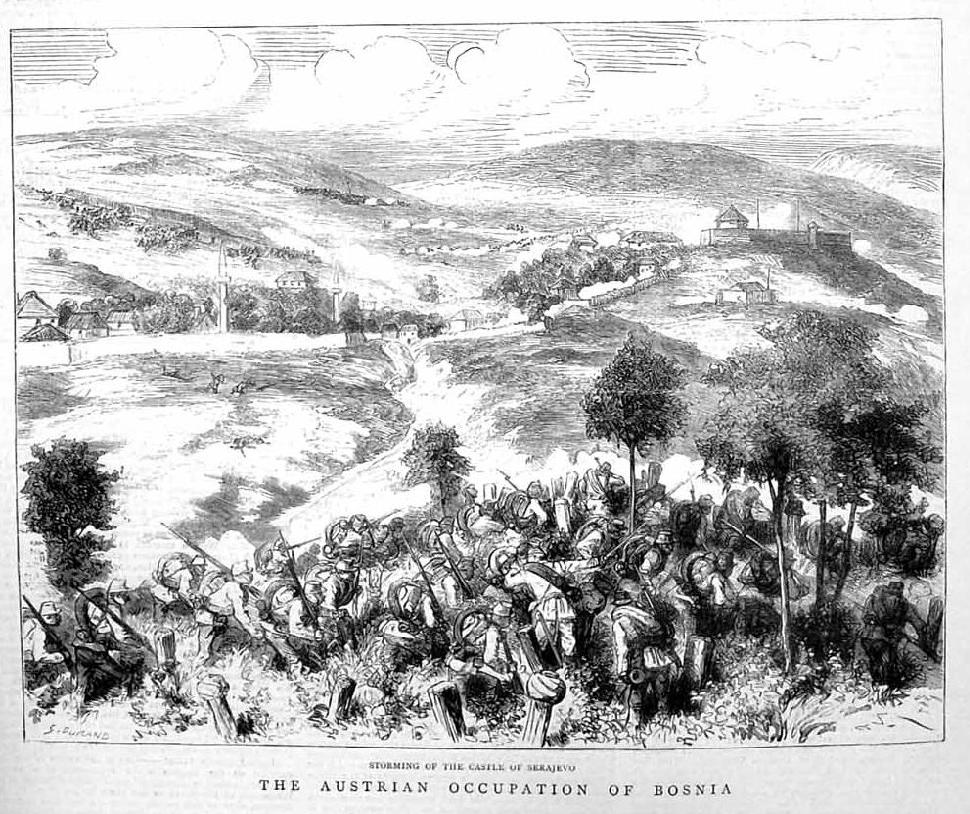
"Assalto al castello di Sarajevo", da The Graphic (1878)

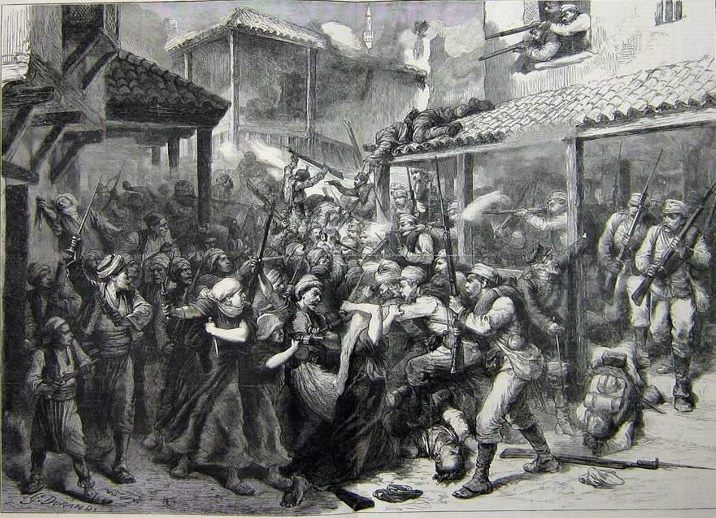
Battaglia per Sarajevo, di G. Durand, da The Graphic (1878)

Il 19 agosto la capitale bosniaca, Sarajevo, allora cittadina di 50 000 abitanti, fu catturata solo dopo lo spiegamento di 52 cannoni e violenti combattimenti di strada. Il giorno prima Filipović aveva arrestato l'ex governatore ottomano, Hafiz Pasha. Un rapporto ufficiale dello Stato Maggiore austro-ungarico rimarcò "piccole finestre e numerose aperture del tetto consentivano lo scarico del fuoco in diverse direzioni e la difesa più sostenibile" e "gli insorti accusati, nelle case più vicine, barricarono tutti gli ingressi e mantennero un fuoco distruttivo contro la fanteria". Secondo il racconto di Filipović:
"Ne seguì una delle più terribili battaglie che si possano immaginare. Da ogni casa, da ogni finestra, da ogni porta spaccata, si spararono alle truppe e vi parteciparono anche le donne. Situato all'ingresso occidentale della città, l'ospedale militare era pieno di insorti malati e feriti...».
Gli occupanti ebbero 57 morti e 314 feriti dei 13 000 soldati impiegati nell'operazione. Le vittime degli insorti furono stimate a 300, ma non ci fu nessun tentativo di stimare le vittime civili. Nei giorni successivi avvennero molte esecuzioni di ribelli accusati a seguito di processi sommari.
Dopo la caduta di Sarajevo i principali insorti si ritirarono nel paese montuoso oltre la città e mantennero lì la loro resistenza per diverse settimane. Hadži Loja si arrese al reggimento di fanteria ungherese KuK n. 37 Erzherzog Joseph il 3 ottobre nel burrone di Rakitnica. Fu condannato a morte, ma la sua pena fu poi commutata in cinque anni di reclusione. Il castello di Velika Kladusa si arrese il 20 ottobre.
Le tensioni rimasero in alcune parti del paese (in particolare in Erzegovina) e si verificò un'emigrazione di massa di dissidenti prevalentemente musulmani. Tuttavia, uno stato di relativa stabilità fu raggiunto abbastanza presto e le autorità austro-ungariche furono in grado di intraprendere una serie di riforme sociali e amministrative che miravano a fare della Bosnia-Erzegovina una "colonia modello". Con l'obiettivo di stabilire la provincia come un modello politico stabile che avrebbe contribuito a dissipare il crescente nazionalismo slavo meridionale, il dominio asburgico fece molto per codificare le leggi, introdurre nuove pratiche politiche e, in generale, provvedere alla modernizzazione.

## Risultati
L'impero austro-ungarico fu costretto a usare cinque corpi con una forza collettiva di 153 300 soldati e 112 cannoni per sottomettere la Bosnia ed Erzegovina. Lo stato maggiore stimò che vi fossero 79 000 insorti armati assistiti (illegalmente) da 13 800 soldati regolari ottomani con circa 77 cannoni. Le perdite totali austro-ungariche furono circa 5 000: 946 morti, 272 dispersi e 3 980 feriti. Le vittime austro-ungariche ammontarono a oltre 5 000 e l'inaspettata violenza della campagna portò a recriminazioni tra comandanti e leader politici. Non esiste una stima affidabile delle perdite bosniache o ottomane. Durante la campagna, un articolo del quotidiano ungherese in lingua tedesca Pester Lloyd che criticava la preparazione dell'esercito per l'occupazione fu censurato per ordine del re e imperatore Francesco Giuseppe.

## Lascito
C'è una mostra nel Museo di Storia Militare di Vienna sulla campagna del 1878. Essa contiene diversi oggetti della proprietà personale del generale Filipović, uno stendardo dei ribelli e le armi ottomane catturate.